# شفیچه
شفیچه (به لاتین: Świecie، تلفظ: pronounced [ˈɕfʲɛt͡ɕɛ]) یک شهر در لهستان است که در شهرستان شفیچه واقع شده‌است.

## خصوصیات
شفیچه ۱۱٫۸۷ کیلومترمربع مساحت و ۲۵٬۶۱۴ نفر جمعیت دارد.

## خواهرخوانده
شهرهای پرت (استرالیا) و Kuusankoski خواهرخوانده‌های شفیچه هستند.